# مانو پایت
مانو پایت (به انگلیسی: Manu Payet) (زاده ۲۲ دسامبر ۱۹۷۵) بازیگر و کمدین فرانسوی است.
از کارهای معروف او می‌توان به بازی در فیلم‌های بازیکنان، قرار ملاقات دو ناشناس و مجموعه تلویزیونی کملوت اشاره کرد.